# Operation Cottage
Dutch Harbor – 1. Attu – 1. Kiska – 2. Kiska – 3. Kiska – Komandorski-Inseln – 2. Attu – Chichagof Harbor – 4. Kiska
Die Operation Cottage war das Unternehmen, das die Schlacht um die Aleuten beendete. Am 15. August 1943 landeten US-amerikanische und kanadische Truppen auf Kiska, das seit Juni 1942 von japanischen Truppen besetzt war. Allerdings hatten die japanischen Truppen die Insel zwei Wochen zuvor unbemerkt geräumt, so dass die Landungen auf keine Gegenwehr stießen.

## Hintergrund
Am 7. Juni 1942 landete um 10:00 Uhr (JST) die 3. Maizuru-Speziallandungseinheit mit 660 Mann und eine Bautruppe mit 700 Mann in der Reynard Cove auf Kiska und traf auf keine Gegenwehr. Auf der Insel befanden sich lediglich 10 Mann einer Wetterstation, die in Gefangenschaft gerieten. Schon am 10. Juni 1942 begannen die US-amerikanischen Luftangriffe auf Kiska. Sie wurden von B-24, B-17 und Catalina Flugbooten ausgeführt, wobei die PBYs nur als Aufklärer eingesetzt wurden. Diese Luftangriffe beeinträchtigten nicht nur den Ausbau des Stützpunkts erheblich, sondern erschwerten auch die Versorgung der Besatzungstruppen. Der Versuch der US Task Force TF.8 am 27. Juli 1942 zu beschießen musste wegen Verschlechterung der Wetterlage aufgegeben werden, wurde aber am 7. August 1942 wiederholt, als die US Kampfgruppe TG.8.6 unter Konteradmiral Smith mit den Schweren Kreuzern Louisville, Indianapolis, den Leichten Kreuzern Nashville, Honolulu und St. Louis und den Zerstörern Elliot, Reid, Case, Gridley und McCall Kiska beschoss. Die japanischen Truppen wurden überrascht und es dauerte fünfzehn Minuten, bis Küstenbatterien das Feuer erwiderten und japanische Wasserflugzeuge wirkungslose Angriffe unternahmen.
Die Versorgung der japanischen Truppen auf Kiska und Attu, der zweiten besetzten Aleuteninsel, war von Beginn an schwierig. Die Transporter Kano Maru mit 8.572 BRT, Nojima Maru mit 7.189 BRT, Borneo Maru mit 5.857 BRT, Nissan Maru mit 6.536 BRT, Urajio Maru mit 3.073 BRT und die Montreal Maru 6.580 BRT wurden durch US U-Boote bzw. durch Flugzeuge allein in der Nähe von Kiska versenkt. Es gab über 100 Bombenangriffe auf Kiska bis zum August 1943. Trotzdem gelangten Verstärkungen auf die Insel.
Mitte März 1943 errichtete Konteradmiral Thomas C. Kinkaid, der im Januar Admiral Theobald abgelöst hatte, eine Seeblockade um die Inseln, die zur Versenkung oder zur Umkehr der japanischen Versorgungsschiffe führte. Als eine japanische Streitmacht unter der Führung von Admiral Hosogaya am 26. März 1943 versuchte, die Blockade mit drei großen, mit Vorräten beladenen Transportern und eskortiert von vier schweren Kreuzern und vier Zerstörern zu durchbrechen, kam es zur Seeschlacht bei den Komandorski-Inseln, bei der die japanische Flotte zum Rückzug gezwungen wurde, worauf Admiral Hosogaya seines Kommandos enthoben wurde. Von nun an waren die Garnisonen in Attu und Kiska auf die dürftige Versorgung mit U-Booten angewiesen. Zum Zeitpunkt des Beginns der Evakuierung befanden sich 6.013 Mann an militärischem Personal auf Kiska. Der US-Geheimdienst vermutete dort allerdings 10.000 Soldaten.

## Invasionsvorbereitung und Evakuierung

Die alliierte Invasion auf Kiska, 15./16. August 1943

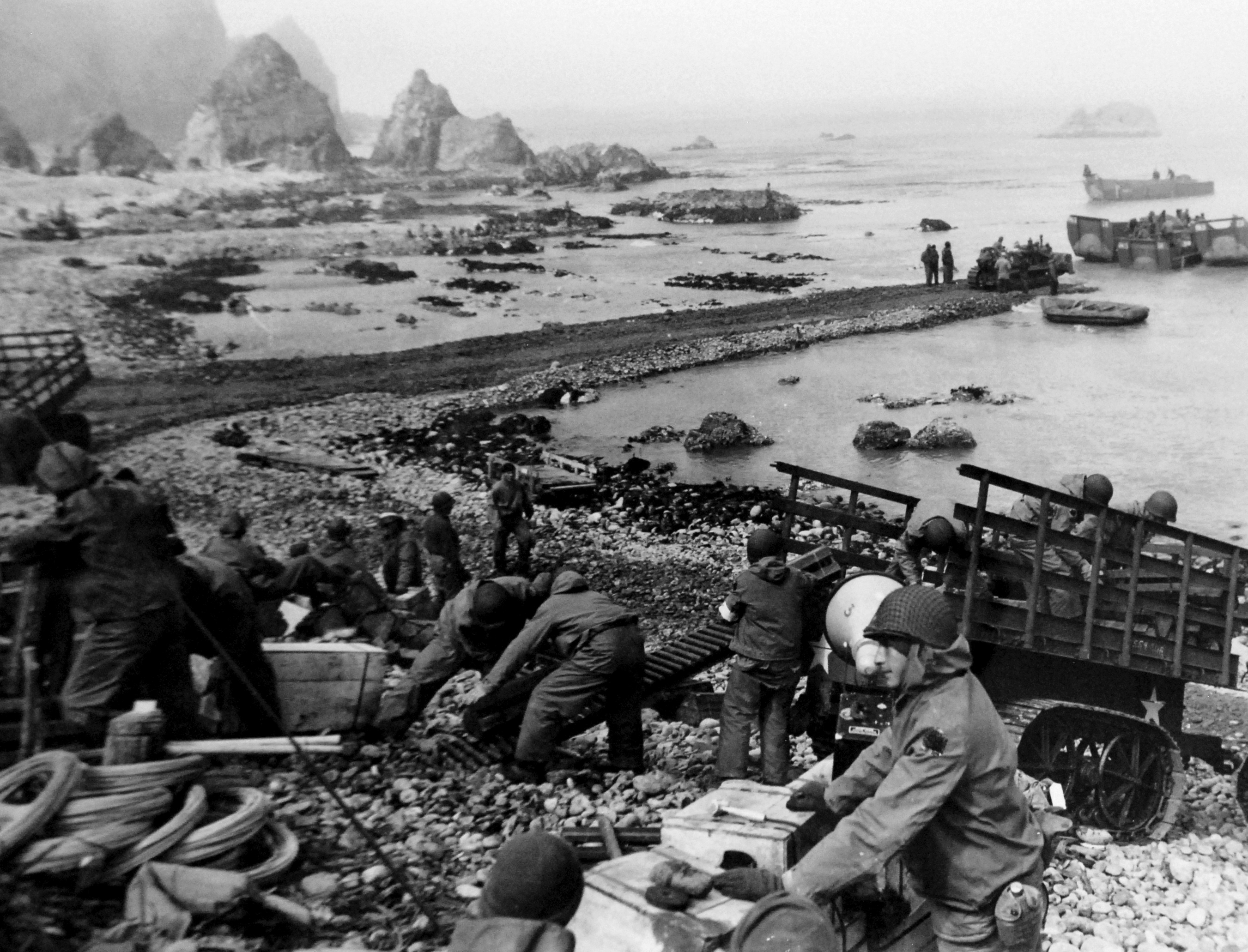
Alliierte Landung auf Kiska 15. August 1943

Durch die Eroberung der Insel Attu durch US-amerikanische Streitkräfte im Mai 1943 war die weiter östlich liegende Insel Kiska völlig isoliert und das japanische Oberkommando plante eine Evakuierung, bevor auch diese Insel angegriffen wurde. Schon Ende Mai begannen die japanischen U-Boote I-2, I-5, I-6, I-7, I-9, I-21, I-24, I-35, I-155, I-157, I-168, I-169 und I-171, die vorübergehend der 5. japanischen Flotte zugeteilt wurden, Truppen von Kiska zu evakuieren. Insgesamt brachten sie 820 Mann auf die Kurileninsel Paramuschiru. Dabei wurden die Boote I-24 und I-9 am 11. Juni 1943, und I-7 am 22. Juni 1943 von US Schiffen versenkt, I-155 und I-157 wurden beschädigt.
Am 6. Juli 1943 wurde Kiska von der US Task Group TG.16.21 unter Konteradmiral Giffen mit den Kreuzern Wichita, Portland, San Francisco, Santa Fé und 4 Zerstörern beschossen. In der Nacht des 9. Juli 1943 wiederholte der Zerstörer Aylwin die Beschießung und am 11., 14., 15., und 20. Juli 1943 nahm der Zerstörer Monaghan Kiska unter Feuer. Ein erster Versuch die Besatzung von Kiska am 7. Juli von Paramushiru aus zu evakuieren, konnte wegen der Wetterlage nicht durchgeführt werden und der Verband kehrte am 16. Juli zurück.
Der nächste Versuch fand am 29. Juli 1943 statt, als Konteradmiral Kimura Masatomi (木村 昌福) mit zwei Leichten Kreuzern und zehn Zerstörern in starkem Nebel unbemerkt durch die Blockade schlüpfen konnte. Die Schiffe waren die Leichten Kreuzer Abukuma (1.212 Mann evakuiert) und Kiso (1.189 Mann) und den Zerstörern Yūgumo (479 Mann), Kazegumo (478 Mann), Usugumo (478 Mann), Asagumo (476 Mann), Akigumo (463 Mann) und Hibiki (418 Mann). Die Zerstörer Hatsushimo, Naganami, Shimakaze und Samidare deckten die Operation. Als schlechtes Wetter die Rückzugsoperation bedrohte, missachtete Kimura die für den Fall gegebenen Befehle und blieb auf seinem Posten, bis der letzte Mann geborgen war. Die gesamte Evakuierung dauerte nur 55 Minuten.
Am 2. August 1943 beschossen die Task Group 16.6 unter Konteradmiral Baker mit den Kreuzern Salt Lake City, Indianapolis, Raleigh, Detroit, Richmond und den Zerstörern Farragut, Meade, Frazier Gansevoort, Edwards und die Task Group 16.17 unter Konteradmiral Kingman mit den Schlachtschiffen Idaho, Tennessee und den Zerstörern Dale, Aylwin, Phelps, Anderson zur Vorbereitung der geplanten Landung die Insel Kiska und am 12. August wiederholte die Task Group 16.6 den Beschuss.

## Die Landung
Am 13. August 1943 lief die Task Force 16 mit den Schlachtschiffen Pennsylvania, Tennessee und Idaho, den Kreuzern Portland und Santa Fé und 19 Zerstörern und der Landungsgruppe mit 20 Transportern, 42 Landungsschiffen und -booten und ca. 20 Hilfsfahrzeugen von Adak zu der ca. 200 sm entfernten Insel Kiska aus. Nach einer weiteren Artillerievorbereitung durch die Schiffe und Bombardierungen von Flugzeugen landeten am 15. August rund 29.100 US-Soldaten und 5.300 Mann der kanadischen Streitkräfte auf der Insel Kiska. Darunter First Special Service Forces mit amerikanischen und kanadischen Kommandotruppen. Befehlshaber war Generalmajor Charles H. Corlett.
Obwohl die Insel unverteidigt war, gab es auf alliierter Seite Verluste. Die meisten davon ereigneten sich allerdings bei dem Auflaufen des Zerstörers Abner Read auf eine japanische Seemine, die ein großes Stück des Hecks abriss. Die Explosion tötete 71 Männer und verwundete 47. An Land hielten kanadische und US-amerikanische Truppen sich gegenseitig für Japaner und eröffneten das Feuer, mit dem Ergebnis, dass 28 Amerikaner und vier Kanadier starben und es auf jeder Seite 50 Verwundete gab. Außerdem machten auch Landminen und Sprengfallen Probleme, neben versehentlichen Munitionsdetonationen und Fahrzeugunfällen. Bei diesem Angriff auf die unbesetzte Insel kam es zu über 313 Verlusten auf alliierter Seite.